# لیکوی خطدار پالاوان
لیکوی خطدار پالاوان (نام علمی: Zosterornis hypogrammicus) نام یک گونه از سرده لیکوی خطدار است.